# Cecil Quentin
Cecil Quentin (* 1852 in Waterford, Irland; † 29. Oktober 1926 in Ramsgate) war ein britischer Segler.

## Erfolge
Cecil Quentin, der für den Royal Portsmouth Corinthian Yacht Club segelte, nahm an den Olympischen Spielen 1900 in Paris teil. Bei diesen ging er mit seiner Yacht Cicely in der Bootsklasse über 20 Tonnen an den Start der Regatta, die aus vier Booten bestand und vor Le Havre in nur einer Wettfahrt über 40 nautische Meilen gesegelt wurde. Die Cicely kam als zweites Boot ins Ziel, nach Anpassung der Zeiten, die aufgrund der unterschiedlichen Gewichte der teilnehmenden Boote vorgenommen wurde, wurde er allerdings im Gesamtklassement auf den ersten Platz gesetzt, womit er Olympiasieger wurde.
Quentin wuchs einige Jahre in Irland auf, ehe die Familie um 1860 nach Gloucestershire übersiedelte. Er wurde später Geschäftsführer eines Unternehmens und war ein guter Freund von Cecil Rhodes.